# Minium
Minium, monotipski rod crvenih algi iz porodice Fryeellaceae, dio reda Rhodymeniales. Jedina vrsta je morska alga M. parvum uz pacifičku obalu Kalifornije i Britanske Kolumbije; tipski lokalitet je Fisherman's Cove, kod otočja Farrallon u Kaliforniji